# 希望小売価格
希望小売価格（きぼうこうりかかく）とは、商品を製造するメーカーや輸入する代理店など、小売業者以外の者が、自己の供給する商品について設定した販売参考小売価格。
メーカー希望小売価格とも呼ばれる。

## 沿革
元々は「定価」（ていか）または「正価」（せいか）といわれていたが、書籍などの再販価格制商品の「定価」と混同する恐れがあることから「希望小売価格」「参考価格」の表現に置き換えられた。「定価」の場合、地方における発売日の遅延等の理由があっても値引きや値上げは一切認められず、必ずこの値段で販売しなければならない。
2000年頃からパソコンなど電気製品を中心に、希望小売価格の設定を止めてオープン価格に移行する商品が増加している。
理想科学工業は、ホームページなどの希望小売価格を自社の名前をもじって「理想価格」と表記している。

## 税込表示
希望小売価格は消費の対象とされていないので、必ずしも消費税を加算した総額で表示する必要はないとされているが、目安として消費者に理解してもらうため、税込にして表示する店舗も多い。
- 希望小売価格　10780円（税別9800円）

## 店頭価格が上回る場合
実売価格が希望小売価格を上回ってはならないという法的な強制力を直接規定したものではないため、高価格で販売すること自体には法律上問題はない。トラック物流さえ困難な山間部の観光地などでは、自動販売機での清涼飲料水等の販売でも、メーカー希望小売価格130円の品が150円 - 200円で売られていることがある。これは、高い輸送コスト等を反映したものである。

## 上代
なお流通・商業用語ではこれに相当するものを「上代」（じょうだい）といい、これに対して卸売における売価を「下代」（げだい）という。ただしこの場合は、上代はあくまでも末端の商店が店頭にて販売する上での参考価格であり、これは消費者には全く明示されず、商店側の経営努力次第でこれよりも安い価格を示しても良いし、または輸送や販売に掛かるコストを加味した上で上回る価格を示すこともある。消費者には示されない用語ではあるが、昨今ではインターネットを使って一般にも卸売りする業態もあるため、電子商店街の中にも「上代/下代」という表現を使っているところも見られる。